# Iddo
Iddo (hebreiska: עדו eller עידו) var en biblisk profet som verkar ha levt under kung Salomos regeringstid (omkring 950 f.Kr. - 930 f.Kr.) samt under den tid då dennes arvingar, Rehabeam och Aviam (Abiam), regerade i Juda. Trots att lite är känt om honom och han bara framträder i Krönikeböckerna verkar Iddo ha varit ganska produktiv under sin levnadstid och skrivit profetior om den rivaliserande konungen Jerobeam av Israel (se 2 Krön. 9:29). Han nedtecknade också Rehabeams historia från början till slut i en krönika med släkttavlor (se 2 Krön. 12:15) samt en tilläggsskrift om Abiams historia (se 2 Krön. 13:22).. Vissa, bland annat Rashi, identifierar honom med gudsmannen som "på Herrens befallning kommit till Betel från Juda" i Första Kungaboken 13:1.
Iddo - även om det är oklart om det handlar om samma person - nämns även som ledare på en plats som hette Kasifja i Esra 8:17. I denna vers ber Esra att Iddo och hans ämbetsbröder och tempeltjänarna i Kasifja att sända tjänare till Templet. I Nehemja nämns en präst och levit vid namn Iddo. Profeten Sakarja kallas "son till Berekja, son till Iddo" (se Sak. 1:1)..